# Prionops plumatus
Prionops plumatus là một loài chim trong họ Prionopidae.